# 皇子が丘
皇子が丘（おうじがおか）は、滋賀県大津市にある地名。現行行政地名は皇子が丘一丁目から皇子が丘三丁目。

## 地理
大津市の南部に位置し、東に茶が崎、西に千石台、北西と南西に山上町、南に御陵町、南東に尾花川、北東に桜野町、北西に錦織と接している。

## 歴史
- 1966年（昭和41年）4月1日 - 山上町、漣町、錦織町の各一部を分離し、皇子が丘一丁目から皇子が丘三丁目を新設設置[1]。
- 1968年（昭和43年）12月25日 - 漣町の全域を皇子が丘一丁目に編入[1]。

### 町名の変遷
| 実施後         | 実施年月日               | 実施前（各町名ともその一部） |
| -------------- | ------------------------ | ---------------------------- |
| 皇子が丘一丁目 | 1966年（昭和41年）4月1日 | 山上町、漣町、錦織町の各一部 |
| 皇子が丘二丁目 | 1966年（昭和41年）4月1日 | 山上町                       |
| 皇子が丘三丁目 | 1966年（昭和41年）4月1日 | 山上町                       |

## 世帯数と人口
2019年（平成31年）4月1日現在の世帯数と人口は以下の通りである。
| 丁目           | 世帯数    | 人口    |
| -------------- | --------- | ------- |
| 皇子が丘一丁目 | 600世帯   | 1,191人 |
| 皇子が丘二丁目 | 1,243世帯 | 2,882人 |
| 皇子が丘三丁目 | 237世帯   | 441人   |
| 計             | 2,080世帯 | 4,514人 |

### 人口の変遷
国勢調査による人口の推移。
| 1995年（平成7年）  | 1,862人 | [ 6 ]  |  |
| 2000年（平成12年） | 1,755人 | [ 7 ]  |  |
| 2005年（平成17年） | 1,755人 | [ 8 ]  |  |
| 2010年（平成22年） | 4,634人 | [ 9 ]  |  |
| 2015年（平成27年） | 4,494人 | [ 10 ] |  |

### 世帯数の変遷
国勢調査による世帯数の推移。
| 1995年（平成7年）  | 790世帯   | [ 6 ]  |  |
| 2000年（平成12年） | 747世帯   | [ 7 ]  |  |
| 2005年（平成17年） | 747世帯   | [ 8 ]  |  |
| 2010年（平成22年） | 2,059世帯 | [ 9 ]  |  |
| 2015年（平成27年） | 1,967世帯 | [ 10 ] |  |

## 学区
市立小・中学校に通う場合、学区は以下の通りとなる。
| 丁目           | 番・番地等 | 小学校             | 中学校               |
| -------------- | ---------- | ------------------ | -------------------- |
| 皇子が丘一丁目 | 全域       | 大津市立志賀小学校 | 大津市立皇子山中学校 |
| 皇子が丘二丁目 | 全域       | 大津市立長等小学校 | 大津市立皇子山中学校 |
| 皇子が丘三丁目 | 全域       | 大津市立長等小学校 | 大津市立皇子山中学校 |

## 交通

### 鉄道
- 西日本旅客鉄道
 湖西線 大津京駅
- 京阪電気鉄道
▼石山坂本線 京阪大津京駅

### 道路
- 国道161号
- 滋賀県道47号伊香立浜大津線
- 滋賀県道558号高島大津線

## 施設
- 皇子が丘公園（一部は山上町にある。）
- イオンスタイル大津京
- 京都銀行 西大津支店

## その他

### 日本郵便
- 郵便番号 : 520-0025[4]（集配局：大津中央郵便局[12]）。